# Draft
Un draft es un proceso utilizado en los Estados Unidos, Canadá, Australia y México para poder asignar determinados jugadores a equipos deportivos. En un draft, los equipos se turnan la selección de un grupo de jugadores elegibles. Cuando un equipo elige un jugador, el equipo recibe derechos exclusivos para firmar un contrato al mismo, y ningún otro equipo en la liga podrá firmar a ese jugador. 
El más conocido tipo de draft es el draft de entrada, que se utiliza para asignar los jugadores que recientemente han pasado a ser elegibles para participar en una liga. Dependiendo del deporte, los jugadores pueden venir de la universidad, secundaria, equipos júnior o de equipos de otros países. 
Un draft evita costosas guerras de licitación para los jóvenes talentos y asegura que ningún equipo pueda acaparar a todos los mejores jugadores jóvenes y hacer las ligas poco competitivas. Para fomentar la paridad, los equipos que hacen mala temporada antes del draft por lo general pueden escoger en primer lugar en la postemporada. 
Otros tipos de draft incluyen la draft por expansión, en la que un nuevo equipo selecciona jugadores de otros equipos en la liga, y el draft de dispersión, que en una liga de equipos supervivientes seleccionan a los jugadores en lista de una recién extinta franquicia. 
Los drafts son permitidos por las leyes antimonopolio porque están incluidas en el acuerdo de negociación colectiva entre las ligas y los sindicatos que representan a los jugadores. En estos acuerdos generalmente se estipula que después de un cierto número de temporadas, un jugador cuyo contrato haya expirado se convierte en un agente libre y puede firmar con cualquier equipo. También exigen un salario mínimo para los recién contratados novatos. 
El draft de entrada fue inventado por el comisionado de la NFL, Bert Bell, en 1935 como una manera de limitar las nóminas de los equipos y reducir la posición dominante en la liga de los perennes contendientes. El sistema fue adoptado por los precursores de la NBA en 1947; por la NHL en 1963, la Major League Baseball en 1965, y la Major League Soccer en 2000.
Los draft son prácticamente desconocidos en el fútbol internacional y otros deportes profesionales fuera de América del Norte, donde la mayoría de los clubes profesionales obtienen jugadores jóvenes mediante la compra o el desarrollo de jóvenes jugadores a través de sus propias academias provocando un juego menos competitivo y fácil de predecir.